# Wereldkampioenschappen badminton 2014/Mannen dubbelspel
De 21ste wereldkampioenschappen badminton werden in 2014 van 25 tot en met 31 augustus gehouden in de Deense hoofdstad Kopenhagen. Het toernooi in het mannen dubbelspel werd gewonnen door Ko Sung-hyun en Shin Baek-choel uit Zuid-Korea.

## Plaatsingslijst
| Nr. | Speler                         | Prestatie     | Uitgeschakeld door                          | Nr. | Speler                                   | Prestatie    | Uitgeschakeld door                |
| --- | ------------------------------ | ------------- | ------------------------------------------- | --- | ---------------------------------------- | ------------ | --------------------------------- |
| 1.  | Mohammad Ahsan Hendra Setiawan | Eerste ronde1 | Wannawat Ampunsuwan Patiphat Chalardchaleam | 9.  | Gideon Markus Fernaldi Markis Kido       | Derde ronde  | Liu Xiaolong Qui Zihan            |
| 2.  | Lee Yong-dae Yoo Yeon-seong    | Finale        | Ko Sung-hyun Shin Baek-choel                | 10. | Kien Keat Koo Boon Heong Tan             | Derde ronde  | Lee Sheng-mu Tsai Chia-hsin       |
| 3.  | Mathias Boe Carsten Mogensen   | Halve finale  | Lee Yong-dae Yoo Yeon-seong                 | 11. | Angga Pratama Ryan Agung Saputra         | Kwartfinale  | Kim Ki-jung Kim Sa-rang           |
| 4.  | Hiroyuki Endo Kenichi Hayakawa | Derde ronde   | Ko Sung-hyun Shin Baek-choel                | 12. | Ko Sung-hyun Shin Baek-choel             | Winnaar      | niet van toepassing               |
| 5.  | Kim Ki-jung Kim Sa-rang        | Halve finale  | Ko Sung-hyun Shin Baek-choel                | 13. | Chai Biao Hong Wei                       | Derde ronde  | Kim Ki-jung Kim Sa-rang           |
| 6.  | Lee Sheng-mu Tsai Chia-hsin    | Kwartfinale   | Lee Yong-dae Yoo Yeon-seong                 | 14. | Chris Adcock Andrew Ellis                | Tweede ronde | Takeshi Kamura Keigo Sonoda       |
| 7.  | Hoon Thien How Tan Wee Kiong   | Kwartfinale   | Ko Sung-hyun Shin Baek-choel                | 15. | Hirokatsu Hashimoto Noriyasu Hirata      | Tweede ronde | Manu Attri Sumeeth Reddy B.       |
| 8.  | Liu Xiaolong Qui Zihan         | Kwartfinale   | Mathias Boe Carsten Mogensen                | 16. | Maneepong Jongjit Nipitphon Puangpuapech | Tweede ronde | Michael Fuchs Johannes Schoettler |

1 Walk-over; de titelverdedigers moesten zich terugtrekken door een rugblessure van Mohammad Ahsan

## De wedstrijden

### Laatste 8
|  | Kwartfinale | Kwartfinale                      | Kwartfinale                  | Kwartfinale                 | Kwartfinale |                              |                              | Halve finale | Halve finale | Halve finale | Halve finale | Halve finale |  |  | Finale | Finale                       | Finale | Finale | Finale |
|  |             |                                  |                              |                             |             |                              |                              |              |              |              |              |              |  |  |        |                              |        |        |        |
|  | 11          | Angga Pratama Ryan Agung Saputra | 14                           | 13                          |             |                              |                              |              |              |              |              |              |  |  |        |                              |        |        |        |
|  | 5           | Kim Ki-jung Kim Sa-rang          | 21                           | 21                          |             |                              |                              |              |              |              |              |              |  |  |        |                              |        |        |        |
|  | 5           | Kim Ki-jung Kim Sa-rang          | 21                           | 21                          |             | 5                            | Kim Ki-jung Kim Sa-rang      |              |              |              |              |              |  |  |        |                              |        |        |        |
|  |             |                                  |                              |                             |             | 5                            | Kim Ki-jung Kim Sa-rang      |              |              |              |              |              |  |  |        |                              |        |        |        |
|  |             | 12                               | Ko Sung-hyun Shin Baek-choel | w                           | o           |                              |                              |              |              |              |              |              |  |  |        |                              |        |        |        |
|  | 12          | 12                               | Ko Sung-hyun Shin Baek-choel | w                           | o           | Ko Sung-hyun Shin Baek-choel | 21                           | 21           |              |              |              |              |  |  |        |                              |        |        |        |
|  | 12          |                                  |                              |                             |             | Ko Sung-hyun Shin Baek-choel | 21                           | 21           |              |              |              |              |  |  |        |                              |        |        |        |
|  | 7           | Hoon Thien How Tan Wee Kiong     | 18                           | 13                          |             |                              |                              |              |              |              |              |              |  |  |        |                              |        |        |        |
|  |             |                                  |                              |                             |             |                              |                              |              |              |              |              |              |  |  | 12     | Ko Sung-hyun Shin Baek-choel | 22     | 21     | 21     |
|  |             |                                  | 2                            | Lee Yong-dae Yoo Yeon-seong | 20          | 23                           | 18                           |              |              |              |              |              |  |  |        |                              |        |        |        |
|  | 3           | Mathias Boe Carsten Mogensen     | 21                           | 21                          |             |                              |                              |              |              |              |              |              |  |  |        |                              |        |        |        |
|  | 8           | Liu Xiaolong Qui Zihan           | 8                            | 17                          |             |                              |                              |              |              |              |              |              |  |  |        |                              |        |        |        |
|  | 8           | Liu Xiaolong Qui Zihan           | 8                            | 17                          |             | 3                            | Mathias Boe Carsten Mogensen | 12           | 18           |              |              |              |  |  |        |                              |        |        |        |
|  |             |                                  |                              |                             |             | 3                            | Mathias Boe Carsten Mogensen | 12           | 18           |              |              |              |  |  |        |                              |        |        |        |
|  |             | 2                                | Lee Yong-dae Yoo Yeon-seong  | 21                          | 21          |                              |                              |              |              |              |              |              |  |  |        |                              |        |        |        |
|  | 6           | 2                                | Lee Yong-dae Yoo Yeon-seong  | 21                          | 21          | Lee Sheng-mu Tsai Chia-hsin  | 16                           | 13           |              |              |              |              |  |  |        |                              |        |        |        |
|  | 6           |                                  |                              |                             |             | Lee Sheng-mu Tsai Chia-hsin  | 16                           | 13           |              |              |              |              |  |  |        |                              |        |        |        |
|  | 2           | Lee Yong-dae Yoo Yeon-seong      | 21                           | 21                          |             |                              |                              |              |              |              |              |              |  |  |        |                              |        |        |        |

Mannen enkelspel · 
Vrouwen enkelspel · 
Mannen dubbelspel · 
Vrouwen dubbelspel · 
Gemengd dubbelspel